# Komi Kepir/Büyükkonuk

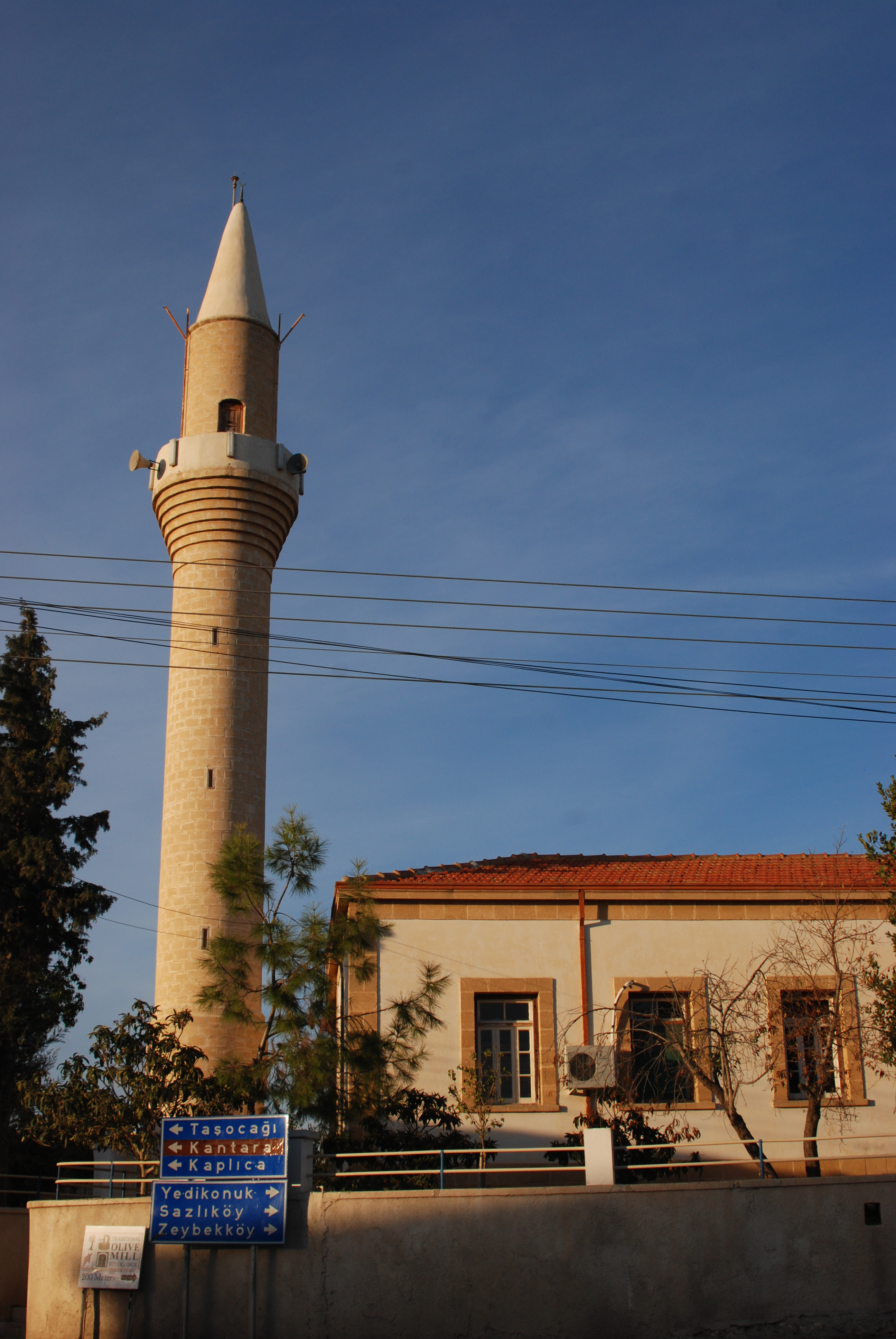
Moschee in Büyükkonuk, 2008

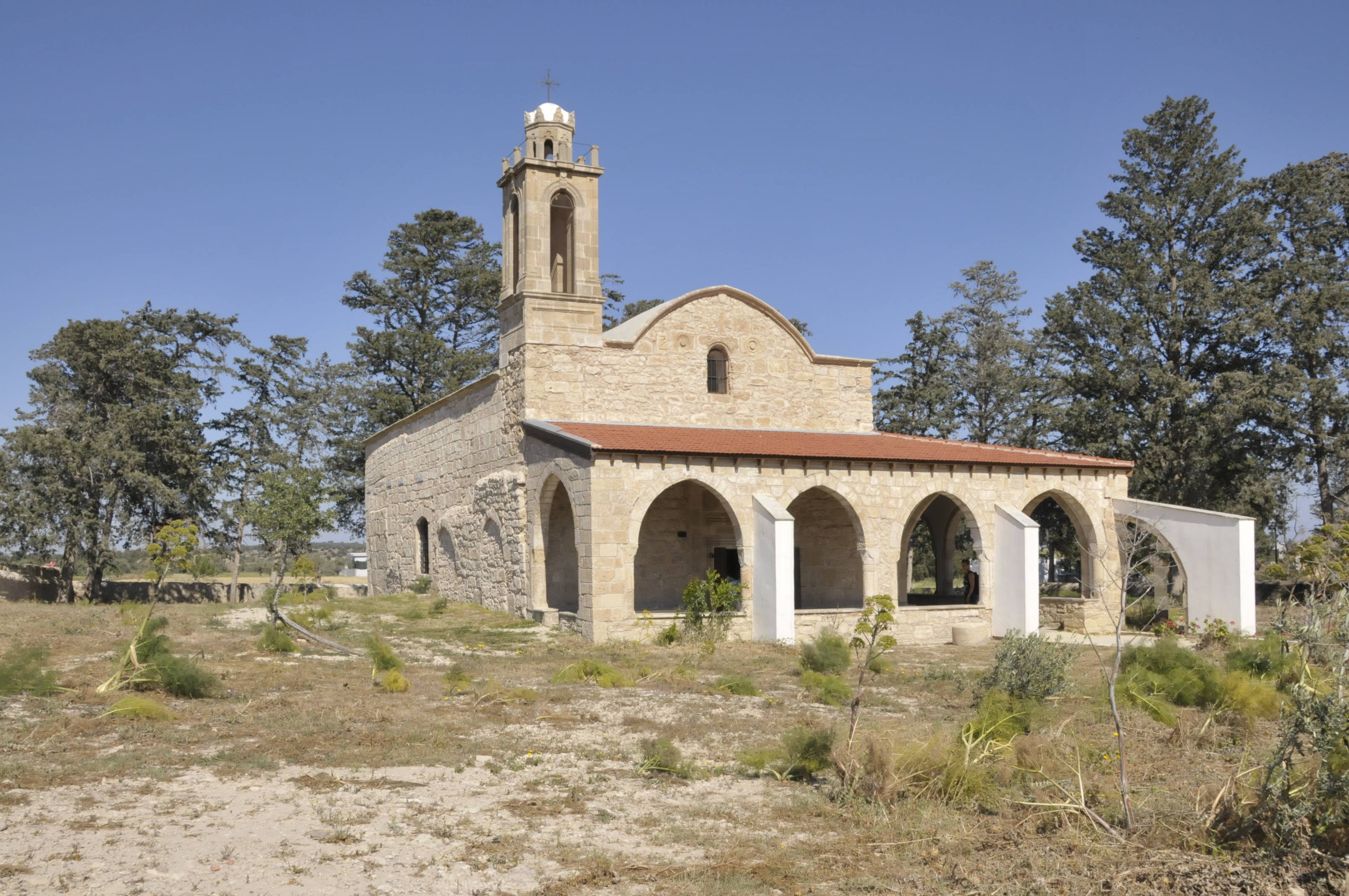
Afxentios-Kirche, 2017

Büyükkonuk, griechisch Κώμη Κεπήρ Komi Kebir, ist ein Dorf auf der Karpas-Halbinsel im Norden der Mittelmeerinsel Zypern und liegt im Distrikt İskele der Türkischen Republik Nordzypern. Der Ort hatte 2011 812 Einwohner.

## Geographie
Büyükkonuk liegt auf der Karpas-Halbinsel, 33 Kilometer nördlich von Famagusta (Gazimağusa), vier Kilometer östlich von Livadia (Sazlıköy) und acht Kilometer östlich der Burg Kantara.

## Geschichte
Vor 1974 war Büyükkonuk von Zyperntürken und Zyperngriechen bewohnt. Die Griechen stellten die Mehrheit im Dorf. Im Jahre 1973 hatte Büyükkonuk 762 Bewohner, davon waren 200 Zyperntürken und 562 Zyperngriechen. 66 Schüler wurden in der griechischen Grundschule des Dorfes für das Lehrjahr 1973/74 eingeschrieben. Viele der zyperngriechischen Bewohner flohen nach dem Einmarsch der türkischen Streitkräfte 1974 in den Süden der Insel. Jack Goodwin zählte im November 1975 155 Zyperngriechen, die weiterhin im Dorf lebten. Diese verließen das Dorf, sodass man im Dezember 1976 keine Zyperngriechen mehr im Ort zählen konnte.
Heute leben in Büyükkonuk Zyperntürken, die bereits im Ort lebten, sowie einige, die sich aus dem Bezirk Paphos angesiedelt haben. Hinzu kommen Siedler aus der Türkei. 2006 zählte man 1109 Zyperntürken, 2011 waren es 811.